# Stefano Mancinelli
Pour les articles homonymes, voir Mancinelli.
Stefano Mancinelli (né le 17 mars 1983 à Chieti en Italie) est un joueur italien de basket-ball, évoluant au poste d'ailier.

## Clubs
- Formé à Chieti Basket ( Italie)
- 1999-2000 : Fortitudo Bologne (junior) ( Italie)
- 2000-2009 : Fortitudo Bologne ( Italie)
- 2009-2012 : Olimpia Milan ( Italie)
- 2013 : Pallacanestro Cantù ( Italie)
- 2013-2016 : PMS Turin ( Italie)
- depuis 2016 : Fortitudo Bologne

## Palmarès

### En club
- Champion d'Italie en 2005 avec Climamio Bologne
- Vainqueur de la Super Coupe d'Italie en 2005

### En sélection nationale
- Championnat du monde masculin de basket-ball
  - Participation au Championnat du monde 2006 au Japon
- Championnat d'Europe
  - Participation au Championnat d'Europe 2005 en Serbie-Monténégro
  - Participation au Championnat d'Europe des 20 ans et moins en 2002
  - Participation au Championnat d'Europe des 18 ans et moins en 2000

### Distinctions personnelles
- Participation au All-Star Game italien 2005